# Leoncio Evita Enoy
Leoncio Evita Enoy (* 8. August 1929 in Udubuandolo; † Dezember 1996 Bata) war ein äquatorialguineischer Schriftsteller.
Er ging zur Schule in  San Carlos, arbeitete als Lehrer an der Escuela de Artes y Oficios (Kunst- und Gewerbeschule) von Bata und als Mitarbeiter in der Literatur-Magazin Poto Poto. Er lebte in Kamerun von 1953 bis 1960.

## Werke
- Cuando los combes luchaban, 1953, der erste Roman in Äquatorialguinea.
- Alonguegue (No me salvaré)
- El guiso de Biyé.